# Meilenstein (Wörlitz Ost)

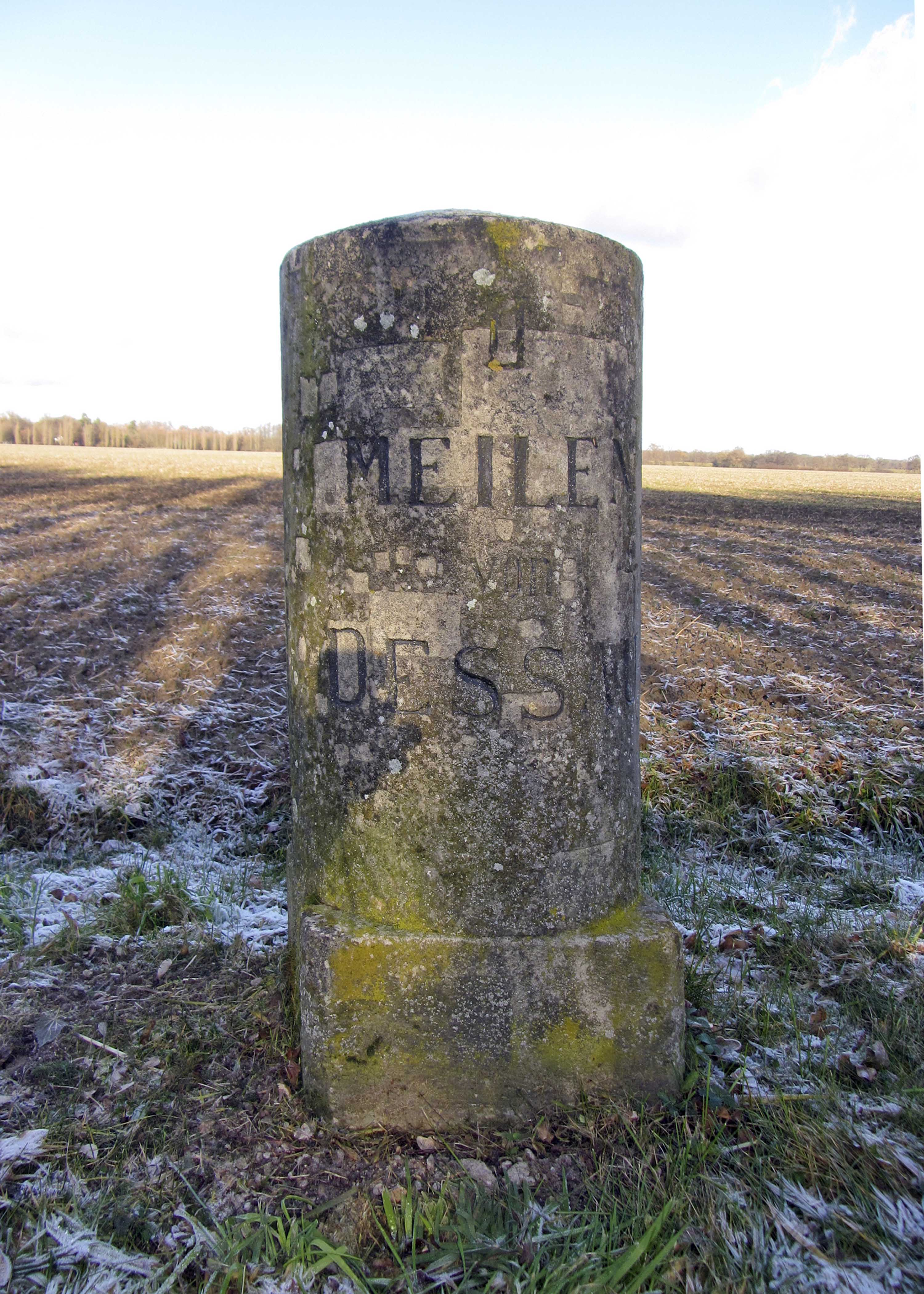
Anhaltischer Meilenstein bei Wörlitz

Der Meilenstein bei Wörlitz ist ein Kleindenkmal in der Stadt Oranienbaum-Wörlitz im Landkreis Wittenberg in Sachsen-Anhalt. Er steht unter Denkmalschutz und ist im Denkmalverzeichnis mit der Erfassungsnummer 094 40440 als Baudenkmal eingetragen.

## Lage
Der Meilenstein steht östlich von Wörlitz an der Kreisstraße 2101, Teil der Verbindung von Dessau über Wörlitz und Riesigk zur damaligen Grenze zwischen Rehsen und Pratau. Dort steht auch der letzte Meilenstein dieser Reihung.

## Form und Inschriften
Wie bei allen bekannten anhaltischen Meilensteinen handelt es sich um einen Rundsockelstein. Der aus grauem Sandstein geschaffene Zylinder steht allerdings mittlerweile auf einem quadratischen Sockel. Diese Ganzmeilensteine wurden kurz nach 1850 entlang der wichtigsten Straßen Anhalts aufgestellt, wobei hier im Gegensatz zu Preußen keine Unterscheidung zwischen Chausseen und fiskalischen Straßen gemacht wurde. Seine Inschrift lautet II Meilen von Dessau. Die anhaltische Meile orientierte sich an der preußischen Meile, entsprach also zunächst 7,532 Kilometern. Später wurde sie minimal angeglichen und war dann so lang wie 7500 Meter. Nullpunkt aller Meilensteine war zunächst Dessaus Marktplatz bzw. das dortige Schloss. Deshalb gibt es nördlich von Wörlitz einen Meilenstein mit derselben Inschrift, denn dorthin zweigte bei Wörlitz eine Straße nach Coswig (Anhalt) ab.